# HTC Aria

HTC Aria (其他型号：A6366、或 Liberty) 是一款由HTC公司推出的Android智能手机，它搭载了HTC独有的HTC Sense用户界面。

## 历史

### 发布
Aria于2010年6月20日发布，最早发布的运营商是美国的AT&T。 在日本, Aria 于2010年底上市，运营商是eMobile。它结合了HTC的其他产品的设计理念和硬件设计, 它的外观设计与HTC的另一款产品 HTC HD Mini相似, 它的手机按键和导航键与另一款HTC产品 HTC Droid Incredible相似, 它的系统和用户界面则继承了 HTC Desire 和 HTC Legend。Aria是继Motorola Backflip之后,  AT&T 发布的第二款Android手机, 并且它的用户好评度比前者好很多。同时， HTC Aria 还有着马来西亚的亚太版本。  在2010年9月28日， HTC宣布HTC Aria 将会在2010年10月中旬在澳大利亚上市。

2011年2月26日，HTC为AT&T版本的HTC Aria升级到了Android 2.2。